# Cytheroma latiantennata
Cytheroma latiantennata is een mosselkreeftjessoort uit de familie van de Cytheromatidae. De wetenschappelijke naam van de soort is voor het eerst geldig gepubliceerd in 1938 door Elofson.